# Hemiancistrus pankimpuju
Hemiancistrus pankimpuju és una espècie de peix de la família dels loricàrids i de l'ordre dels siluriformes.

## Distribució geogràfica
Es troba a Sud-amèrica: riu Amazones.